# Mario Turchetti
Mario Turchetti (né à Taormine en février 1944 et mort à Genève le 5 décembre 2021) est un historien et historien de la pensée politique, dans le domaine de la concorde et de la tolérance durant les Guerres de religion de la France des XVIe et XVIIe siècles, de la liberté et de la tyrannie de l'Antiquité à nos jours.

## Biographie
Mario Salvatore Turchetti naît en 1944 à Taormine, en Sicile, en Italie, cinquième enfant de Galliano Turchetti de Bagnoregio, pianiste et humaniste, et de Maria Fichera de Taormine, enseignante. Après une Maturité classique en 1962, il suit les cours de mathématiques à l’université de Messine (1963). Il se consacre ensuite aux études de philosophie et d’Histoire, en se formant à l’école crocienne et à l’école marxiste. En 1968, l’université de Messine lui décerne la Laura en philosophie. Il perfectionne sa formation en méthodologie de l’historiographie à l’Istituto Italiano per gli Studi Storici « Benedetto Croce » de Naples. Pendant trois ans il collabore à l’édition scientifique de la Correspondance de Théodore de Bèze au Musée historique de la Réformation de Genève  en se spécialisant en histoire du protestantisme à l’Institut für europäische Geschichte de Mayence. Intéressé au débat sur la tolérance pendant les controverses théologiques et les conflits politiques des Guerres de religion dans la France du XVIe siècle, il rédige une thèse sur « Concordia o tolleranza ? François Bauduin (1520-1573) e i Moyenneurs » (sous la direction de Pierre Fraenkel), en obtenant en 1982 son doctorat auprès de la Faculté des Lettres de l’université de Genève]. En 1986 il est nommé professeur associé d’Histoire des doctrines politiques à l’université de Messine. En 1988 il occupe le poste de maître d’enseignement et de recherche à la Chaire d’Histoire moderne de la faculté des lettres de Genève. Il effectue plusieurs séjours à Oxford au All Souls Collège, à l’université du Wisconsin à Madison et aux universités Paris-Sorbonne et Paris-Descartes. En 1993 il est professeur ordinaire à la Chaire d’Histoire moderne de la Faculté des lettres de l’université de Fribourg.
Professeur émérite depuis 2015, il poursuit ses recherches ainsi que le suivi scientifique de ses anciens étudiants jusqu'à son décès, le 5 décembre 2021.

## Champs de recherche
Ses champs de recherche privilégiés sont l’histoire de la liberté, de la liberté de conscience et la problématique de la tolérance à l’époque moderne ; thèmes qui l’ont amené à élaborer un essai sur Tyrannie & tyrannicide de l’Antiquité à nos jours (Réimpression, Paris, Edition Classiques Garnier, 2013). Ses intérêts historiques, notamment pour l’Europe et la France des XVIe – XVIIIe siècles, vont de pair avec la mise au point des critères méthodologiques de la recherche.

## Principaux ouvrages, articles, contributions
- (it) Concordia o tolleranza ? François Bauduin (1520-1573) e i « Moyenneurs », Genève, Librairie Droz, coll. « Travaux d'humanisme et Renaissance » (no 200), 1984, 649 p. (présentation en ligne)Autre édition : (it) Concordia o tolleranza ? François Bauduin (1520-1573) e i « Moyenneurs », Milan, Franco Angeli Editore, coll. « Filosofia e scienza nel Cinquecento e nel Seicento / 1 » (no 24), 1984, 649 p. (présentation en ligne).
- Tyrannie et Tyrannicide de l’Antiquité à nos jours, 1re réimpr., Paris, Classique Garnier (1045 pages). 2013.
- Tirania şi tiranicidul : forme ale opresiunii şi dreptul la rezistenţă din Antichitate pînă în zilele noastre, trad. din franceză de Em. Galaicu-Păun, Bucureşti, Cartier, 2003.
- « Despotism and Tyranny. Unmasking a Tenacious Confusion », in European Journal of Political Theory, avril 2008, p. 159-181[4].
- « Tyrannicie or Regicide ? The Assassination of Charles I in the Controvery between Milton and Salmasius, with a Comparative Analyse of two Trials (1649-1660) », Études Épistémé, 15, 2009, p.  101-116[5].
- Entrée Tyrannicide, dans Dictionnaire de la violence, éd. Michela Marzano, Paris, Presses universitaires de France (PUF), 2011, p. 1370-1380.
- « Droit de Résistance, à quoi ? Démasquer aujourd'hui le despotisme et la tyrannie », in Revue historique, 2006/4 no 640, p. 831-878[6].
- « Une question mal posée : l'origine et l'identité des Politiques au temps des guerres de religion », in Thierry Wanegffelen (dir.), De Michel de l'Hospital à l'édit de Nantes. Politique et religion face aux Églises, Clermont-Ferrand, 2002, p. 357-390.
- « Middle Parties in France during the Wars of Religion », in Reformation Revolt and Civil War in France and the Netherlands 1555-1585, Proceedings of the colloquium, Amsterdam, 29-31 octobre 1997, ed. Philip Benedict, Guido Marnet, Henk van Nierop and Marc Venard, Amsterdam, Royal Netherlands Academy of Arts and Sciences, 1999, p. 165-184.
- « La liberté de conscience et l'autorité du Magistrat au lendemain de la Révocation », in La liberté de conscience (XVIe-XVIIe siècles). Actes du Colloque de Mulhouse et Bâle (1989), éd. H. R. Guggisberg et al., Genève, Droz, 1991, p.  290-367.
- Entrée Jean Bodin, in Stanford Encyclopedia of Philosophy, révision et mise à jour juin 2010 [7]:
- « Politique dans la terminologie latine de Jean Bodin, auteur des Six livres de la République (1576, 1586) », tr. par Laurène Ardito, dans Introduction à l'édition bilingue de Bodin, De republica / La République, vol I.
- « Concorde ou tolérance ? Les Moyenneurs à la veille des guerres de religion en France », Revue de théologie et de philosophie, vol. 118, no 3,‎ 1986, p. 255-267 (ISSN 0035-1784).
- « Une question mal posée : la Confession d'Augsbourg, le cardinal de Lorraine et les Moyenneurs au Colloque de Poissy en 1561 », Zwingliana, vol. 20,‎ 1993, p. 53-101 (lire en ligne).
- « Calvin face aux tenants de la concorde (moyenneurs) et aux partisans de la tolérance (castellionistes) », dans Olivier Millet (dir.), Calvin et ses contemporains : actes du colloque de Paris, 1995, Genève, Librairie Droz, coll. « Cahiers d'humanisme et Renaissance » (no 53), 1998, 314 p. (ISBN 2-600-00255-3, présentation en ligne), p. 43-56.